# 델타 프레벳 제트
델타 프레벳 제트(영어: Delta Private Jets)는 델타 항공의 자회사로 비법인에 본사를 두고 있으며 제트 항공기와 헬리콥터 전세 서비스를 제공하고 있다. 설립 초기 컴에어 익스프레스(영어: Comair Express)로 설립 했으나 2010년에 델타 항공에 인수되면서 현재의 사명으로 변경되었다.

## 보유 기종

### 봄바디어
- 봄바디어 챌린저 300 2대
- 봄바디어 챌린저 604 4대
- 봄바디어 리어제트 35A 1대
- 봄바디어 리어제트 45XR 3대
- 봄바디어 리어제트 60 2대

### 세스나
- 세스나 시타톤 X 1대
- 세스나 시타톤 XLS+ 1대
- 세스나 시타톤 CJ2 1대

### 걸프스트림
- 걸프스트림 G550 3대
- 걸프스트림 GIV-SP 3대

### 다쏘 팔콘
- 다쏘 팔콘 7X 1대

### 하워커
- 하워커 400XP 1대
- 하워커 프리미엄 1 모델 390 1대